# Kostel svatého Havla (Hošťalovice)
Kostel svatého Havla (lat. Gallus) je filiální, raně gotický kostel z doby kolem roku 1300, s věží v historizující podobě přistavěnou roku 1870. Kostel je dominantou obce Hošťalovice v okrese Chrudim v Pardubickém kraji. Památka uměleckohistoricky cenná nejen kvalitou své architektury, ale i gotickými nástěnnými malbami v presbytáři (od roku 1903 zabílenými).

## Poloha
Kostel stojí na jižním okraji Hošťalovic při silnici III. třídy 33744 na mírné vyvýšenině, kdysi opatřené příkopem, který je dones patrný na severní straně. Místo, kde kostel stojí, nebylo jeho zřizovateli vybráno náhodně. U západní strany kostela byla křižovatka důležitých stezek. Dnešní silnice vedoucí přes Březinku a Bílý Kamen kopíruje původní středověkou stezku od kostela směrem na západ k Čáslavi, druhá stezka, které se říkávalo Ronovačka, vedla jižním směrem, Vícemilickým průsmykem, přes Licoměřice (tehdy Vícemilice) do Ronova nad Doubravou. Obě tyto stezky tvořily větve důležité obchodní, tzv. Libické stezky, spojující Čechy s jižní Moravou. Od kostela směrem východním vedla další stezka, kterou kopíruje dnešní silnice do Heřmanova Městce. Tato stezka tvořila, s již popsanými stezkami, spojnice mezi Libickou stezkou a nejvýznamnější obchodní, tzv. Českou stezkou, někdy též nesprávně nazývanou Trstenickou stezkou, spojující Čechy, Moravu a navazující na Dunajskou stezku. Stopy toho, že před kostelem byla v minulosti tak významná křižovatka obchodních stezek, však již nejsou patrné. "Ronovačka" vzala za své při scelování polí do gigantických lánů a z mapy zmizela kolem roku 1975. Její poslední zbytky jsou patrné jen v lesních porostech v průsmyku nad Licoměřicemi.

## Historie
Podle slohu rané gotiky vše nasvědčuje tomu, že byl kostel postaven kolem roku 1300. Přesný rok ani zřizovatele, či stavitele se nepodařilo zjistit. První písemná zmínka je z roku 1390, že jmenuje se Petr pleban kostela v Hošfalovicích, který místo své směnil s Mikulášem plebánem kostela v Stusyni u blízkého Ronova. V dobách husitských válek a pobělohorské době Hošťalovická i Turkovická plebánie zanikly. Kostel pustl a upadal v zapomnění. Až v roce 1720 se snažil majitel podhořanského panství zřídit v Hošťalovicích faru, ale církevní administrativa rozhodla zřídit farní kostel v Turkovicích a kostel v Hošťalovicích se stal kostelem filiálním. V první polovině 19. století kostel opět chátral. Poslední bohoslužba se zde konala v roce 1845. Všechen cenný inventář byl převezen do Turkovic. Rozsáhlé opravy a dostavba proběhly až v druhé polovině 19. století. Za finančního přispění farníků z Hošťalovic, Březinky, Bílého Kamena, Licomělic a Holotína práce realizoval a řídil stavitel Jan Voleník z Choltic. Obnovený kostel byl znovu vysvěcen 23. října 1876. V roce 1901 byla vyměněna značně poškozená původní šindelová krytina za cementové tašky a věž byla opatřena plechovou střechou. Během první světové války ale kostel opět pustl. Katastrofou byla vichřice, která se obcí prohnala 15. srpna 1922. Značně poškodila střechu kostela a zcela strhla střechu věže i s krovy. Díky sbírkám a obětavosti farníku se podařilo kostel opět opravit. K dalším opravám a údržbě došlo až v roce 1957. Opět díky finančním sbírkám byl opraven zcela zpustlý interier. Byla zavedena elektřina, byl pořízen postranní oltář, obrazy křížové cesty, harmonium a byl opět zprovozněn kůr. Nejrozsáhlejší opravy exteriéru i interiéru proběhly v letech 1991-1996. Dne 14. listopadu 1993 byl kostel sv. Havla znovu vysvěcen královéhradeckým biskupem Karlem Otčenáškem.

## Popis

### Exteriér
Jednolodní zděná hladce omítaná stavba s odsazeným pětibokým presbytářem s opěrnými odstupňovanými pilíři nahoře se stříškou. Čtvercová sakristie je na severní straně vedle presbytáře. V jižním boku lodi je lomený portál s ostěním. Východní okno lomené špaletované s profilovaným ostěním. Ostatní okna jsou upravená. Původní zvonice byla dřevěná. Podle půdorysu v indikační skice stabilního katastru z roku 1838 stála u jižního boku lodě. Jiný pramen uvádí, že zvonice byla umístěna ve střeše nad lodí. Dne 24. června 1863 byl položen základní kámen k nové věži na západní straně. Nová věž s bočními přístavky byla dokončena v roce 1864, včetně zavěšení zvonů a umístění věžních hodin. Ty původně sloužily v kostele v Heřmanově Městci, odkud je obec zakoupila za 100 zlatých.

### Interiér
Presbytář je zaklenutý křížovou, žebrovou klenbou. Žebra hruškovitého profilu vycházejí z jehlancových konzol a protínají se ve válcovém, profilovaném svorníku. V presbytáři jsou na stěnách původní gotické kresby, které však byly v roce 1903 zabíleny. Presbytář přechází do lodi triumfálním obloukem. Loď je hladká, s plochým stropem. Sakristie je rovněž zaklenutá křížovou klenbou. Přístavky u věže zřejmě sloužily jako márnice. Nad západním vstupem do lodě byl vybudován dřevěný kůr.

### Inventář
Hlavní oltář je dřevěný, vyřezávaný. Původně byl opatřen obrazem malovaným na dřevě, ale v roce 1876 ho nahradil obraz sv. Havla od malíře Müllera z Chrudimi. V roce 1957 byl v lodi kostela instalován u jižní zdi ještě jeden menší, mariánský oltář. V roce 1993 došlo ke vloupání do kostela, při kterém bylo ukradeno šest soch z 18. století.
Kostel měl dva zvony. Větší, o průměru 89 cm, byl odlit roku 1557. Dosvědčuje to reliéfní nápis odlitý na zvonu:
Tento zwon slyt gest ke czti a chwale Bozi a swatemu Michaeli archangelu skrze mistra Tomasse z hory Leta MDLVII

Menší zvon o průměru 69 cm pocházel ze zvonařské dílny Ondřeje Ptáčka z Kutné Hory. V koruně byl opatřen nápisem bez data vzniku:
Ja zwon zwonici, poté dobrzí i hrzisníci, tento zwon gest slyt skrze mistra ptaczka. Na zwon zwueziezi pote dobrzi krzestane

Během první světové války byl tento zvon sejmut a roztaven pro válečné účely. Stejný osud měl potkat i větší zvon v době druhé světové války. Byl však zachráněn a po válce opět slavnostně zavěšen.

### Hřbitov
Kostel je obklopen hřbitovem, kde se pohřbívá od nepaměti. Výjimku tvořila léta 1845 až 1877, kdy kostel a hřbitov pustl. Po tyto roky se pohřbívalo v Turkovicích při kostele sv. Martina. Celý areál je obehnán kamennou zdí s brankami na východní a západní straně.

## Galerie

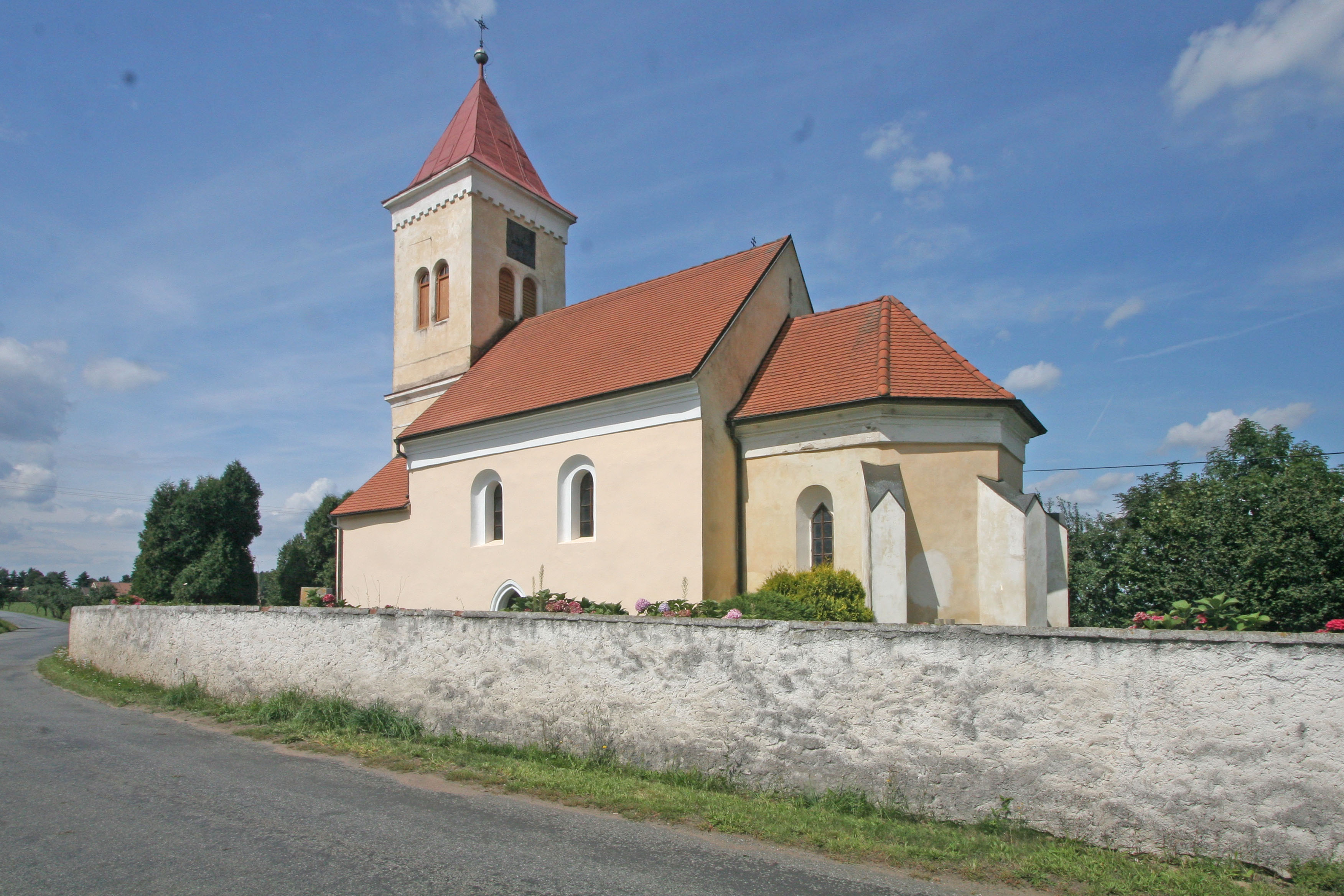
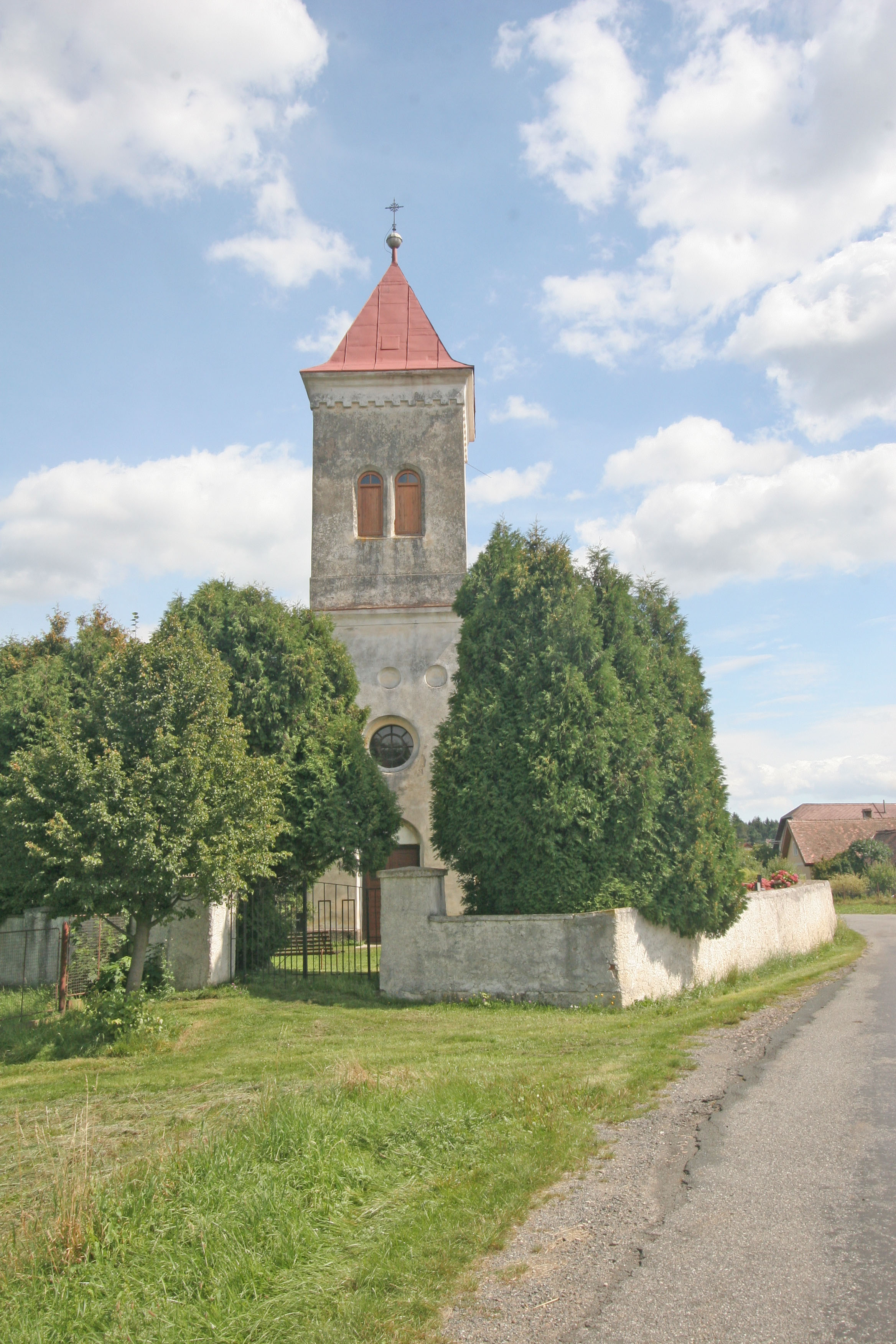